# أقليما
أكليما (أيضًا كالمانا ، لوسيا ، كاينان ، لولوا ، أو أوان ) وفقًا لبعض التقاليد الدينية كانت الابنة الكبرى لآدم وحواء ، أخت قايين (في العديد من المصادر ، الأخت التوأم ). هذا سيجعلها أول أنثى ولدت بشكل طبيعي.
جاء في سفر التكوين 4:17 أنه بعد أن قتل هابيل ، "عرف قابيل امرأته فحملت وولدت خنوخ". في محاولة لتوضيح المكان الذي اكتسب فيه قاييل وهابيل زوجات ، ذكرت بعض المصادر التقليدية أن كل طفل من أبناء آدم وحواء ولد مع توأم أصبح رفيقه.

## أقليما
في التقاليد الإسلامية ، ولد قابيل مع أخت توأم اسمها أكليما ، وهابيل مع أخت توأم اسمها جوميلا. تمنى آدم أن يتزوج قايين من أخت هابيل التوأم ، وأن يتزوج هابيل من قايين. لم يوافق قايين على هذا الترتيب ، واقترح آدم إحالة السؤال إلى الله عن طريق تقديم قربان الى اللَّه .  و رفض الله قربان قابيل ، حيث اختار في قربانه اردأ انواع العشب ، وقتل قابيل شقيقه في نوبة غيرة.   
في تقليد إسلامي آخر ، تم تسمية أخت قايين التوأم لوسيا ، بينما كانت أكليما أخت هابيل التوأم. 
في مصادر مختلفة ، يظهر هذا الاسم كـ Aclimah ، Aclimia ، Aclimiah ، Klimia .  في كهف الكنوز تسمى قليمة.

## كالمانا
بعض المصادر في التقاليد الأرثوذكسية الشرقية تعطي أخت قايين التوأم اسم كالمانا ، كالمانا ، أزرون ، أو أزورا . 
في العمل اليهودي سيدر هادروت ، تُدعى أخت قايين التوأم كالمانا ، وأخت أبيل التوأم تدعى بالبيرا.  
تم تسمية أخت قايين كالمانا في نهاية العالم من Pseudo-Methodius (أول تنقيح يوناني) II.1.  وكالمانا في الأسطورة الذهبية . أدرج الشاعر بيتروس ريجا (1140-1209) كالمانا في قصيدته الشهيرة أورورا ، وقد يكون هذا مصدرًا لظهورها في هيستوريا سكولاستيكا لبيتر كوميستر . بعد ذلك ، خدم نص Comestor التوراتي باعتباره الكتاب المدرسي القياسي للتعليم الكتابي لعدة قرون.

## قينان
في عمل أرمني أعيد نشره في عام 1966 ، تم تسمية أخت قايين التوأم كاينان. هذا العمل القصير لا يذكر زواج قايين. 

## لولوا
في عمل ملفق يعود للقرن السادس ، يُدعى صراع آدم وحواء مع الشيطان ، زوجة قايين وتوأمه لولوا. 

## عوان
وفقًا لكتاب اليوبيل ، كانت Awan (أيضًا Avan أو Aven ، من العبرية Aven "Vice" ، "iniquity" ، "Potency") هي زوجة وأخت Cain وابنة آدم وحواء . 

## أنظر أيضا
- سفاح القربى في الكتاب المقدس
- قائمة أسماء المجهولين في الكتاب المقدس